# Molino de San José
Molino de San José es una localidad del estado mexicano de Guanajuato. Es parte del municipio de San Felipe.

## Toponimia
El nombre «San José» hace referencia al santo patrono de la localidad: José de Nazaret.

## Demografía
| Gráfica de evolución demográfica |
|                                  |

| Censo | Población |
| ----- | --------- |
| 1900  | 489       |
| 1910  | 342       |
| 1921  | 213       |
| 1930  | 226       |
| 1940  | 153       |
| 1950  | 294       |
| 1960  | 343       |
| 1970  | 412       |
| 1980  | 489       |
| 1990  | 747       |
| 2000  | 1 022     |
| 2010  | 1 053     |
| 2020  | 1 274     |